# Marion Lüttge-Graefe
Marion Lüttge-Graefe (República Democrática Alemana, 25 de noviembre de 1941) fue una atleta alemana especializada en la prueba de lanzamiento de jabalina, en la que consiguió ser campeona europea en 1966.

## Carrera deportiva
En el Campeonato Europeo de Atletismo de 1966 ganó la medalla de oro en el lanzamiento de jabalina, con una marca de 58.74 metros que fue récord de los campeonatos, superando a la rumana Mihaela Peneş y a la soviética Valentina Popova (bronce con 56.70 metros).